# Callosamia
Genre
Callosamia est un genre de lépidoptères (papillons) nord-américains de la famille des Saturniidae.

## Liste des espèces
D'après FUNET Tree of Life (23 mai 2019) :
- Callosamia promethea (Drury, 1773)
- Callosamia angulifera (Walker, 1855)
- Callosamia securifera (Maassen, 1873)